# Прапор Південного В'єтнаму
Прапор Південного В'єтнаму (в'єтн. Cờ vàng ba sọc đỏ) — був прапором Тимчасового центрального уряду В'єтнаму (1948–1949), Держави В'єтнам (1949 — 1955) і Республіки В'єтнам, більш відомої як Південний В'єтнам (1955 — 1975). Являв собою прямокутне полотнище жовтого кольору, в центрі якого були нанесені три горизонтальні смуги червоного кольору. Жовтий колір — це історичний колір В'єтнаму, колір землі, три смуги на прапорі — це області Північного, Центрального та Південного В'єтнаму, символізує єдність країни, червоний колір — колір крові, символізує постійну боротьбу народу на всьому протязі історії країни. Дизайн прапора був затверджений Нгуен Ван Сюань 2 червня 1948 року. В даний час прапор використовується багатьма антикомуністично налаштованими членами в'єтнамської діаспори як символ культурної спадщини стародавнього В'єтнаму і їх боротьби проти існуючого в сучасному В'єтнамі політичного ладу.
Хоча Південний В'єтнам припинив своє існування 1975 року, прапор все ще знаходить своє застосування серед громадян інших країн, які мають в'єтнамське коріння. Його і досі його демонструють та використовують за кордоном деякі в'єтнамські емігранти, зокрема у США та Австралії. З червня 2002 року щонайменше 13 урядів штатів США, 7 округів та 85 міст у 20 штатах ухвалили резолюції, що визнають цей прапор «прапором В'єтнамської спадщини та свободи».

## Історія

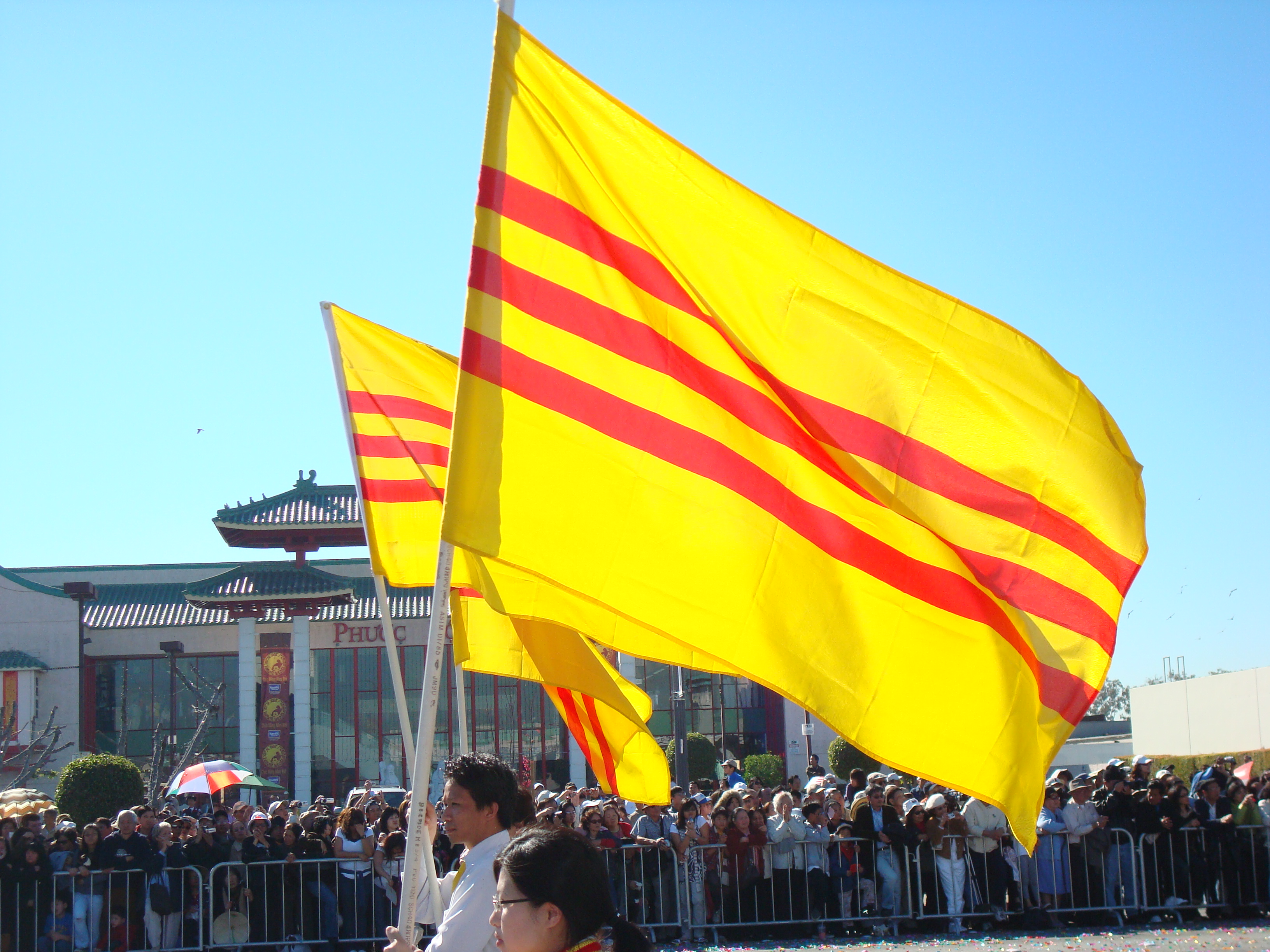
В'єтнамські емігранти парадують з прапором Південного В'єтнаму у США

### Династія Нгуйонів
Під час правління імператора Гії Лонга (1802–1820) жовтий прапор використовувався як символ В'єтнаму.
1890 року Імператор Танх Тай видав указ, у якому вперше прийняв жовтий прапор з трьома червоними смугами як національний прапор. Деякі стверджують, що цей прапор (скорочено названий Жовтим прапором) є першим справжнім «національним прапором» в'єтнамського народу, оскільки він відображає прагнення і надію людей, а не тільки імператорів, на незалежність та об'єднання В'єтнамської нації.Значення та оформлення прапора Танх Тая та прапора художника Ле Ван Джу майже однакові — золоте тло з 3 горизонтальними червоними смугами по центру, що представляє 3 географічні та культурні регіони В'єтнаму (Північний, Центральний та Південний), але прапор Танхая мав смуги, які є більш світлими і ширшими.
Після депортації та заслання імператорів Танхая та Дуя Тая, новий профранцузький король Хі Дзін вирішив зробити новий імперський прапор, замінивши три смуги, які позначали три регіони В'єтнаму (Північний, Центральний та Південний) на одну горизонтальну смугу червоного кольору. Офіційно відомий як "Лонг Тінь Ко ", прапор був офіційним прапором суду Нгуйонь.
1945 року, коли французи були витіснені з В'єтнаму Японією, прем'єр — міністр Трен Тренг Кім прийняв іншу версію жовтого прапора. Він був обраний як символ сонця, вогню, світла та цивілізації. І найголовніше, що він представляє південні землі під наказом «Пізнішого неба», тобто В'єтнама. Цей прапор використовувався з червня по серпень 1945 року, коли імператор Боо Джи відрікся від престолу .

### Тимчасовий центральний уряд В'єтнаму
2 червня 1948 року начальник Тимчасового центрального уряду В'єтнаму та бригадний генерал Нгуєн Ван Сюан підписав указ із специфікаціями національного прапора В'єтнаму таким чином: "Державний прапор — це прапор жовтого фону, висота якого дорівнює 2/3 його ширини. Посередині прапора і по всій його ширині є три горизонтальні червоні смуги. Кожна смуга має висоту, що дорівнює одній п'ятнадцятій ширині. Ці три червоні смуги відокремлені від один одного на пробіл висоти гурту "
Новий національний прапор був вперше піднятий 5 червня 1948 року на човні під назвою Дюмон д'Урвіль за межами затоки Хо Лонг верховним комісаром Емілем Боллаертом та Нгуйоном Ван Сюан.
Коли 1949 року колишній імператор Боо Джи став головою держави, цей дизайн був прийнятий як прапор держави В'єтнам.

### Республіка В'єтнам і пізніше
Із створенням республіки 1955 року прапор був офіційно прийнятий. Це був національний прапор протягом усього часу існування цієї держави (1955—1975) від першої до другої республіки. З падінням Сайгону 30 квітня 1975 року, Південний В'єтнам припинив своє існування, і прапор перестав існувати як державний символ. Після цього він став символом багатьох людей у в'єтнамській діаспорі і продовжує використовуватися або як альтернативний символ етнічної єдності, або як інструмент протесту проти нинішньої влади.

## Політичне значення
Прапор колишнього Південного В'єтнаму популярний у в'єтнамських американців, в'єтнамських австралійців та інших в'єтнамців по всьому світу, які втекли з В'єтнаму після війни, і називають його «прапором В'єтнамської спадщини та свободи».
У Сполучених Штатах, кілька в'єтнамських іммігрантів, які використовували поточний прапор В'єтнаму, який багато хто з в'єтнамських іммігрантів вважають образливим. Натомість вони вважають що краще використовувати прапор Південного В'єтнаму замість поточного. Те ж саме стосується в'єтнамських канадців у Канаді, в'єтнамських німців на заході Німеччини, в'єтнамців у Нідерландах, Франції, Норвегії, Великої Британії та Австралії.

### Офіційне визнання
- 1965 року дизайн прапора Південного В'єтнаму був включений до медалі В'єтнамської служби, створеної президентом США Ліндоном Джонсоном та розробленої Томасом Хадсоном Джонсом.

- 2003 року уряд штату Вірджинія відхилив законопроект, який би визнавав прапор Південного В'єтнаму.

- З 2002 року лобістські зусилля в'єтнамських американців призвели до того, що уряди штатів Вірджинії, Гаваїв, Джорджії, Колорадо, Флориди, Техасу, Оклахоми, Луїзіани, Огайо, Каліфорнії, Міссурі, Пенсільванії та Мічигана визнали прапор Південного В'єтнаму символом в'єтнамсько-американської спільноти. Крім того, принаймні 15 округів та 85 міст у 20 штатах також прийняли подібні резолюції.

- На початку 2008 року Джейсон Кінні, міністр у справах імміграції, біженців та громадянства, розмістив оголошення на своєму сайті, заявивши, що уряд Канади визнав прапор Південного В'єтнаму як символ в'єтнамської-канадської громади. Крім того, він заявив, що «спроби зневажити прапор є глибоко тривожним нападом на одну з етнічних спільнот Канади та на принципи мультикультуралізму».[9][10]